# Органіст пектораловий
Органіст пектораловий (Chlorophonia flavirostris) — вид горобцеподібних птахів родини в'юркових (Fringillidae). Мешкає в Панамі, Колумбії і Еквадорі.

## Опис
Довжина птаха становить 10 см, вага 11-12,5 см. Забарвлення переважно яскраво-зелене, стернові пера і хвіст бурувато-чорні з рудуватим відтінком. На плечах бурувато-чорні смуги, на грудях бурувато-коричневий "комірець", що відділяє зелене горло від жовтої нижньої частини тіла. Шия з боків і надхвістя також жовті. У самиць темні смуги на плечах відсутні, жовта пляма на нижній частині тіла менші. Очі світлі, навколо очей жовті кільця. Дзьоб і лапи жовтувато-тілесного кольору.

## Поширення і екологія
Пекторалові органісти мешкають на крайньому сході Панами (Серро-Пірре в провінції Дар'єн), а також на західних схилах Анд в Колумбії і північно-західному Еквадорі (на південь до Пічинчи). Вони живуть в кронах вологих рівнинних і гірських тропічних лісів. Зустрічаються поодинці або парами, на висоті від 100 до 1900 м над рівнем моря. Живляться переважно плодами фікусів, які становлять до 40% їх раціону, а також іншими ягодами і плодами, доповнюють свій раціон дрібними комахами та іншими безхребетними.